# Fördraget i Dresden (1709)
Fördraget i Dresden slöts 28 juni 1709, under stora nordiska kriget. Den återetablerade alliansen mellan Fredrik IV av Danmark och August den starke av Sachsen mot Sverige.